# FC Rustavi
FC Rustavi (în georgiană საფეხბურთო клубი რუსთავი) este un club de fotbal profesional din Rustavi, Georgia, fondat în 2015. Face parte din Erovnuli Liga 2 (al doilea eșalon fotbalistic), unde în sezonul 2024 s-a clasat pe locul al doilea din 10 echipe.

## Istorie
- Clubul nu are legături legale cu fostele echipe din Rustavi, precum Metalurgi, Gorda sau Olimpi – este o entitate nouă, înființată la 3 iulie 2015.
- A debutat imediat în liga a doua și, după o evoluție surprinzătoare în 2016, a câștigat campionatul (esențialmente una de tranziție) și a fost promovat în prima ligă în 2017, după o serie de 10 victorii consecutive sub conducerea lui Varlam Kilasonia.
- A petrecut două sezoane în prima divizie (2017–2019), părăsind-o după o baraj de retrogradare. A suferit retrogradări în 2022 și 2023, ajungând în Liga 3, însă s-a întors rapid în Liga a 2‑a.

## Stadion și facilități
- Poladi Stadium (fost „Metalurgi Stadium”) este stadionul principal din Rustavi, inaugurat în 1948; capacitatea actuală este 4 657 locuri, după instalarea scaunelor (inițial avea ~10 720).
- A trecut prin renovări în 1985 și 2009.
- Administrat de guvernul Georgian, stadionul a revenit în proprietatea municipalității la finalul lui 2018, după preluarea de la uzina locală de oțel.
- În 2023, FC Rustavi și echipa sa de juniori au revenit la Poladi ca teren principal.
- De asemenea, clubul are și acces la GFF Technical Centre, un centru de antrenament finalizat în 2018, cu o capacitate de 2 000 de locuri și gazon natural.

## Organizare și personal
- Președinte / Manager general: Bachana Tskhadadze
- Antrenor principal: Giorgi Tsetsadze (numit în 2025)

## Performanțe sportive
- Erovnuli Liga 2 (liga a doua):
  - Campion în 2017 (acces în prima ligă)  
  - Locul 2 în 2024 (aproape promovat)
- A petrecut două sezoane în prima divizie (2018–2019); retrogradare după baraj în 2019
- Cupa Georgiei: a ajuns de două ori în sferturi

## Lot și top marcatori
- Golgheterii echipei de-a lungul sezoanelor includ:
  - Data Sitchinava – 30 goluri în 2017 (liga a doua)  
  - Giorgi Gabedava – 15 goluri în 2024
- Lotul actual include jucători ca Levan Kutalia, Solomon Cassie, Yuta Nakano, Zaur Sitchinava, Varlam Kilasonia (fundaș) și portarul Levan Shovnadze.

## Controverse și provocări
- Deși clubul a avut un start promițător, lipsa stabilității financiare și schimbările frecvente de lot au îngreunat menținerea în prima ligă.
- Poladi nu are nocturnă, ceea ce a împiedicat găzduirea unor meciuri europene sub regulamente UEFA.